# Drapetis formosae
Drapetis formosae är en tvåvingeart som beskrevs av Mario Bezzi 1907. Drapetis formosae ingår i släktet Drapetis och familjen puckeldansflugor.
Artens utbredningsområde är Taiwan. Inga underarter finns listade i Catalogue of Life.